# Estadio Sugar Ray Xulu
El estadio Sugar Ray Xulu es un estadio multiusos ubicado en Clermont, un municipio de Durban, Sudáfrica. Se utiliza principalmente para partidos de fútbol y fue seleccionado como una de las tres sedes de entrenamiento de la Copa Mundial de la FIFA 2010 después de ser renovado en 2010 y adaptado a los estándares de la FIFA.
La capacidad del estadio se amplió de 1.700 a 6.500 como legado duradero de la Copa del Mundo.
El estadio lleva el nombre de Cedric 'Sugar Ray' Xulu,un futbolista considerado una leyenda viviente en Durban, cuya carrera en la década de 1960 lo llevó a jugar para el equipo local AmaZulu y Mbabane Swallows en Suazilandia. 